# Archipines peruviensis
Archipines peruviensis es una especie de coleóptero de la familia Endomychidae.

## Distribución geográfica
Habita en Perú.